# Lenie (Schotland)
Lenie (Schots-Gaelisch: Lèanaidh) is een dorp op de noordwestelijke oever van Loch Ness in de Schotse lieutenancy Inverness in het raadsgebied Highland.
Ongeveer 3 kilometer ten noordoosten van Lenie ligt Urquhart Castle.